# Акдаш (Хондаб)
Акдаш (перс. اقداش) — село в Ірані, у дегестані Санґ-Сефід, у бахші Каре-Чай, шагрестані Хондаб остану Марказі. За даними перепису 2006 року, його населення становило 2535 осіб, що проживали у складі 630 сімей.

## Клімат
Середня річна температура становить 11,18 °C, середня максимальна – 30,42 °C, а середня мінімальна – -10,89 °C. Середня річна кількість опадів – 275 мм.
| Клімат поселення                              | Клімат поселення | Клімат поселення | Клімат поселення | Клімат поселення | Клімат поселення | Клімат поселення | Клімат поселення | Клімат поселення | Клімат поселення | Клімат поселення | Клімат поселення | Клімат поселення | Клімат поселення |
| Показник                                      | Січ.             | Лют.             | Бер.             | Квіт.            | Трав.            | Черв.            | Лип.             | Серп.            | Вер.             | Жовт.            | Лист.            | Груд.            |                  |
| Середній максимум, °C                         | 5,72             | 7,34             | 11,48            | 18,24            | 23,37            | 28,86            | 30,42            | 30,17            | 25,08            | 18,94            | 11,98            | 6,47             |                  |
| Середня температура, °C                       | −2,58            | −0,97            | 3,18             | 9,95             | 15,07            | 20,54            | 24,71            | 24,48            | 19,40            | 13,25            | 6,30             | 0,79             |                  |
| Середній мінімум, °C                          | −10,89           | −9,26            | −5,13            | 1,64             | 6,76             | 12,23            | 19,04            | 18,80            | 13,72            | 7,56             | 0,61             | −4,91            |                  |
| Норма опадів, мм                              | 42               | 34               | 49               | 37               | 35               | 8                | 1                | 1                | 1                | 6                | 24               | 37               |                  |
| Середньомісячна швидкість вітру, м/с          | 1.31             | 2.00             | 2.99             | 3.00             | 2.60             | 2.43             | 2.40             | 2.38             | 2.25             | 2.14             | 1.88             | 1.28             |                  |
| Середньомісячна сонячна радіація, кДж/м²·день | 9260             | 12500            | 14874            | 18247            | 22335            | 27019            | 25910            | 24084            | 21164            | 15640            | 10971            | 9047             |                  |
| --------------------------------------------- | ---------------- | ---------------- | ---------------- | ---------------- | ---------------- | ---------------- | ---------------- | ---------------- | ---------------- | ---------------- | ---------------- | ---------------- | ---------------- |
| Джерело:                                      |                  |                  |                  |                  |                  |                  |                  |                  |                  |                  |                  |                  |                  |